# Első Balkán-háború
Az első Balkán-háború a Balkán-szövetség tagjainak – Bulgária, Szerbia,  Görögország, Montenegró – az Oszmán Birodalom ellen vívott, 1912. október 8-ától 1913. május 30-áig (a julián naptár szerint 1912. szeptember 25-étől 1913. május 17-éig) tartó, török vereséggel záruló háborúja volt.

## Előzmények

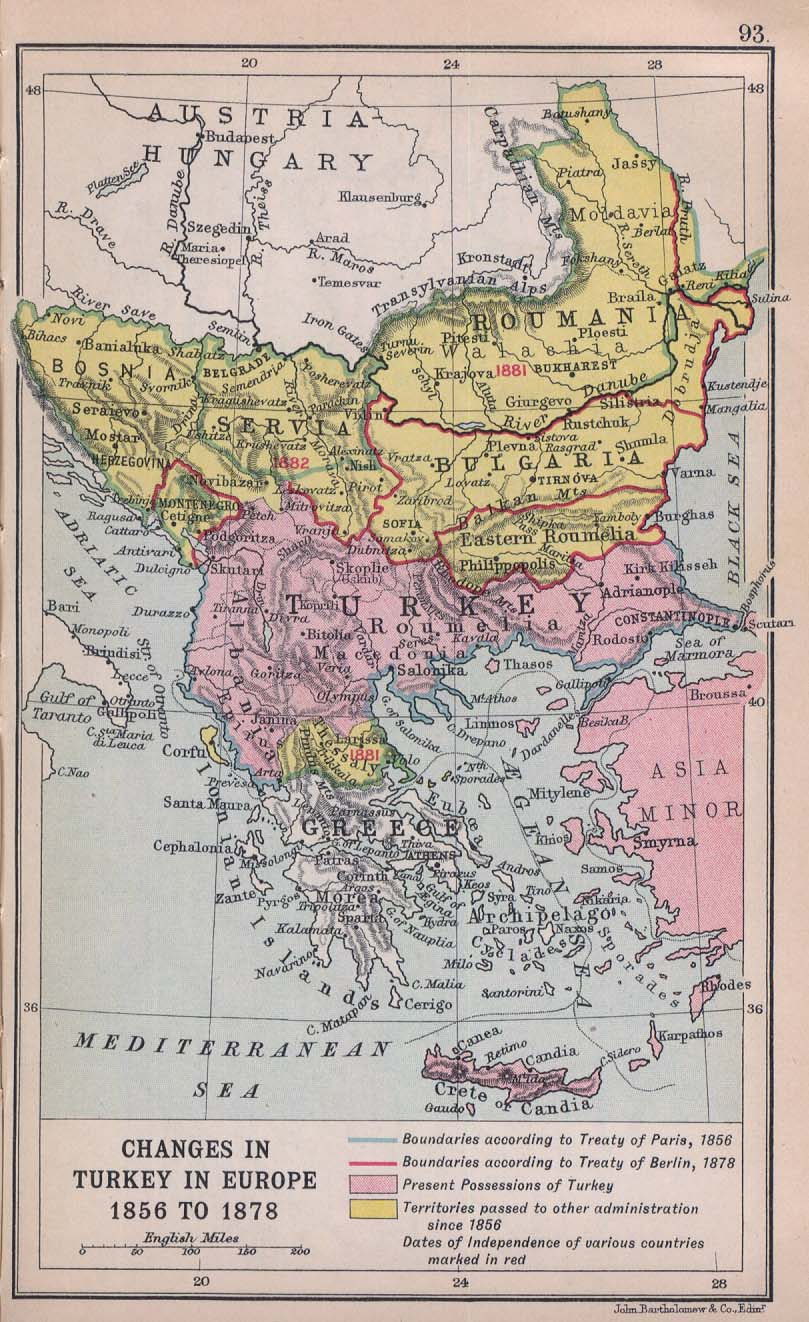
A Balkán-félsziget politikai képe 1878 után

A 19. században az Oszmán Birodalom Balkán-félszigeti területein élő népek sorra vívták ki függetlenségüket: Görögország 1831-ben, Szerbia, Bulgária és Montenegró 1878-ban vált önállóvá. A fiatal balkáni nemzetállamok geopolitikai céljai közt szerepelt a még mindig török fennhatóság alatt álló területek (Macedónia, Albánia, Trákia) megszállása és felosztása. A nyugat-európai nagyhatalmak körében balkáni kérdésekben két nagyobb diplomáciai szövetség jött létre. Oroszország a pánszláv mozgalom keretein belül támogatta Szerbia tengerhez jutását, míg Nagy-Britannia, az Osztrák–Magyar Monarchia, Olaszország és Németország az Oszmán Birodalom területi integritásának sérthetetlenségét hangsúlyozta.
A balkáni nemzetek eközben fegyveres ellenállásukat szervezték, 1904-ben kitört a macedóniai felkelés, majd 1908-ban, az ifjútörök mozgalom előretörésével az európai tartományokban is zendülés tört ki. A szerbek a déli területek, a Szandzsák, Metohija és Koszovó felszabadítására koncentráltak, a bolgárok Trákia és Macedónia országukhoz csatolásáról szőttek terveket, a görögök pedig területük északi (thesszáliai) kiterjesztését áhították.
Az 1911-es olasz–török háborúból vesztesen kikerült török kormány meggyengülését kihasználva 1912 folyamán Bulgária, Szerbia, Görögország és Montenegró egy sor kétoldalú politikai és katonai egyezményt írt alá, s ezzel létrejött a Balkán-szövetség. Az európai nagyhatalmak – különösen Franciaország és a Monarchia – igyekeztek megakadályozni a Balkán-szövetséget a törökellenes háború kirobbantásában, de diplomáciai próbálkozásaikat nem koronázta siker. 1912 szeptemberének második felében a balkáni államok és az Oszmán Birodalom egyaránt mozgósította hadseregeit. Elsőként október 8-án Montenegró intézett hadüzenetet az Oszmán Birodalomhoz, amelyhez 13-án ultimátummal, majd 17-én hadüzenettel csatlakozott a másik három ország, Bulgária, Szerbia és Görögország is.

## A szembenálló felek és a frontok kialakulása
A szövetséges országok előzetesen nem egyeztették haditervüket, s noha egyesített hadseregeik létszáma jóval meghaladta volna a török hadseregét (680 ezer balkáni katona szemben a Porta 350 ezres seregével), egymástól függetlenül nyitottak három frontot az oszmánok ellen, együttműködés csak a szerbek és a montenegróiak között mutatkozott. A bolgárok Trákiát rohanták le, s ezzel elvágták Konstantinápolyt a birodalom európai területeitől. A szerbek és a montenegróiak a Szandzsák, Észak-Albánia és Észak-Macedónia ellen intéztek támadásokat, míg a görög csapatok Dél-Macedónia és Epirusz (Dél-Albánia) ellen vonultak.
A Balkán-szövetség katonailag legerősebb és legképzettebb tagja Bulgária volt a maga 310 ezres hadseregével, amely tizenegy gyalogoshadosztályból, egy lovashadosztályból állt, s ezek harci mozdulatait hat torpedóhajó segítette a Fekete-tenger partvidékén. A bolgárok célja Trákia és Macedónia (Szalonikit beleértve) meghódítása volt, de csak Trákia felé nyitottak frontot. Vezénylő tábornokaik (Vladimir Vazov, Vaszil Kutincsev, Nikola Ivanov és Radko Dimitriev) irányítása alatt a Tundzsa és a Marica folyók mentén nyomultak be Trákiába.
A korábbi hadügyminiszter, Radomir Putnik parancsnokolta szerb sereg tíz hadosztályt, 220 ezer embert számlált. Derékhaduk Sándor koronaherceg, Sztepa Sztepanovics és Bozsidar Jankovics vezetésével a Vardar völgyében nyomult előre Macedónia, Szkopje felé, míg egyik hadosztályuk a 35 ezres montenegrói sereggel összefogva a Szandzsák és Észak-Albánia felé nyitott frontot.
A 115 ezres görög sereget értékelték a szövetség leggyengébb tagjának, amely még mindig nem heverte ki az 1897-es, vesztes görög–török háborút. Nagy erősségük volt viszont jól kiépített, erős haditengerészetük, amely sikerrel akadályozta meg a török hadihajók Égei-tengeri mozgását. A szárazföldön a francia segítséggel újjászervezett, hét hadosztályból álló ún. thesszáliai hadsereg Konstantin koronaherceg és Panajotisz Danglisz tábornok vezetésével Szaloniki, Dél-Macedónia irányában támadott. További 15 ezer katona, az ún. epiruszi hadsereg Konsztantinosz Szapuntszakisz irányításával az epiruszi Dél-Albániát rohanta le. A Pávlosz Kunturiotisz irányította haditengerészet a török hajók mozgásának megakadályozása mellett igyekezett a még török fennhatóság alatt álló Égei-szigeteket felszabadítani.
Velük szemben állt a birodalom európai területein szétszórt, pénzügyi és utánpótlási nehézségekkel küszködő, összességében 350 ezer főt kitevő oszmán hadsereg. A sereg főparancsnoka, Nazım pasa a gyengébbnek ítélt szerbek elleni hadi sikert igyekezett kiharcolni, s Zekki pasa 65 ezer emberét rendelte a Vardar-völgy védelmére, míg Ali Riza pasa a görög előrenyomulást igyekezett megakadályozni. A trákiai fronton 130 ezer emberével Abdullah pasa állt szemben a bolgár túlerővel.

## Hadmozdulatok és csaták
A háború első jelentős csatáit a trákiai fronton vívták meg. A bolgárok gyors győzelmével záruló, október végi kisebb csaták után (például kırkkilisei ütközet október 24-én), november közepén kezdetét vette a hosszan elhúzódó drinápolyi csata. Ezzel párhuzamosan a többi bolgár hadosztály a Lüleburgaz–Pınarhisar között kialakult frontvonalat a Márvány-tengerig szorította vissza. A törökök végül Ázsia felől utánpótlást kaptak, és november elején Konstantinápolytól 30-40 kilométerre megmerevedett a front (az ún. Çatalca-vonalon). November 17. után a bolgárok több ízben sikertelen kísérletet tettek a frontvonal áttörésére.
A szerbek Putnik vezetésével október 23-án Kumanovónál (akkor Kumanova) verték meg első ízben Zekki pasa seregét, majd november 3-án a macedóniai Prilepnél (Pirlepe) is győzelmet arattak. A döntő vereséget Zekki november 19-én szenvedte el Bitolánál (Manastır).
A görög hadsereg Szaloniki irányába, északra nyomult előre. Konstantin koronaherceg csapatai október 22-én Szarantaporónál, november 2-án pedig Jannitszánál mértek vereséget Hasan Tahsin pasa seregére. Jannitsza városát (korabeli nevén Yenicevardart) végül november 9-én foglalták el, s ezzel megelőzték az egy nappal később a város alá érkező bolgárokat. A dél-macedóniai hadi sikerek után a görögök az epiruszi frontra koncentrálták erőiket, és elfoglalták Janinát (Yanya). December 3-án a görög flotta, élén az Averof zászlóshajóval a Dardanelláknál szétverte a török hajóhadat, amelynek következményeként a török hajók elhagyták az Égei-tengert, és görög birtok lett Leszbosz, Khiosz, Lemnosz és Szamosz szigete. 1913. január 5-én ugyan a törökök megpróbáltak visszatérni az Égei-tengerre, de Lemnosz szigeténél ismét vereséget szenvedtek.
December 3-án az Oszmán Birodalom és Bulgária (ez utóbbin keresztül pedig a Balkán-szövetség) két hónapos fegyverszünetet kötött. A béke előkészítése érdekében a londoni nagyköveti konferencián december 17-én asztalhoz ültek a nagyhatalmak és a hadban álló felek képviselői. A fegyverszünetet ugyan meghosszabbították, ám a törökök csakhamar felrúgták az egyezséget. A február 9-én puccsal hatalmat szerző Enver pasa parancsára február 16-án török csapatok szálltak partra Şarköynél és Mürefténél, de a Sztilian Kovacsev vezette bolgár csapattest megsemmisítette őket. Válaszul március 11-én újult erővel folytatták Drinápoly ostromát, és március 26-án Vazov vezetésével be is vették. A legtávolabbi, albániai fronton a montenegróiaknak május 14-én sikerült bevenniük a hónapok óta ostromlott Shkodrát.
A háború közben, 1912. november 28-án függetlenségét kikiáltó Albánia északi részét és Koszovót Montenegró és Szerbia, déli sávját Görögország foglalta el. Görögország Thesszáliáig, Szerbia Macedóniáig nyomult előre, Bulgária pedig Trákiára terjesztette ki fennhatóságát. Az Oszmán Birodalom Konstantinápoly előteréig, a Çatalca-vonalig szorult vissza, miközben kisebb csapatai még tartották magukat Macedóniában.

## A háborút lezáró londoni egyezmény

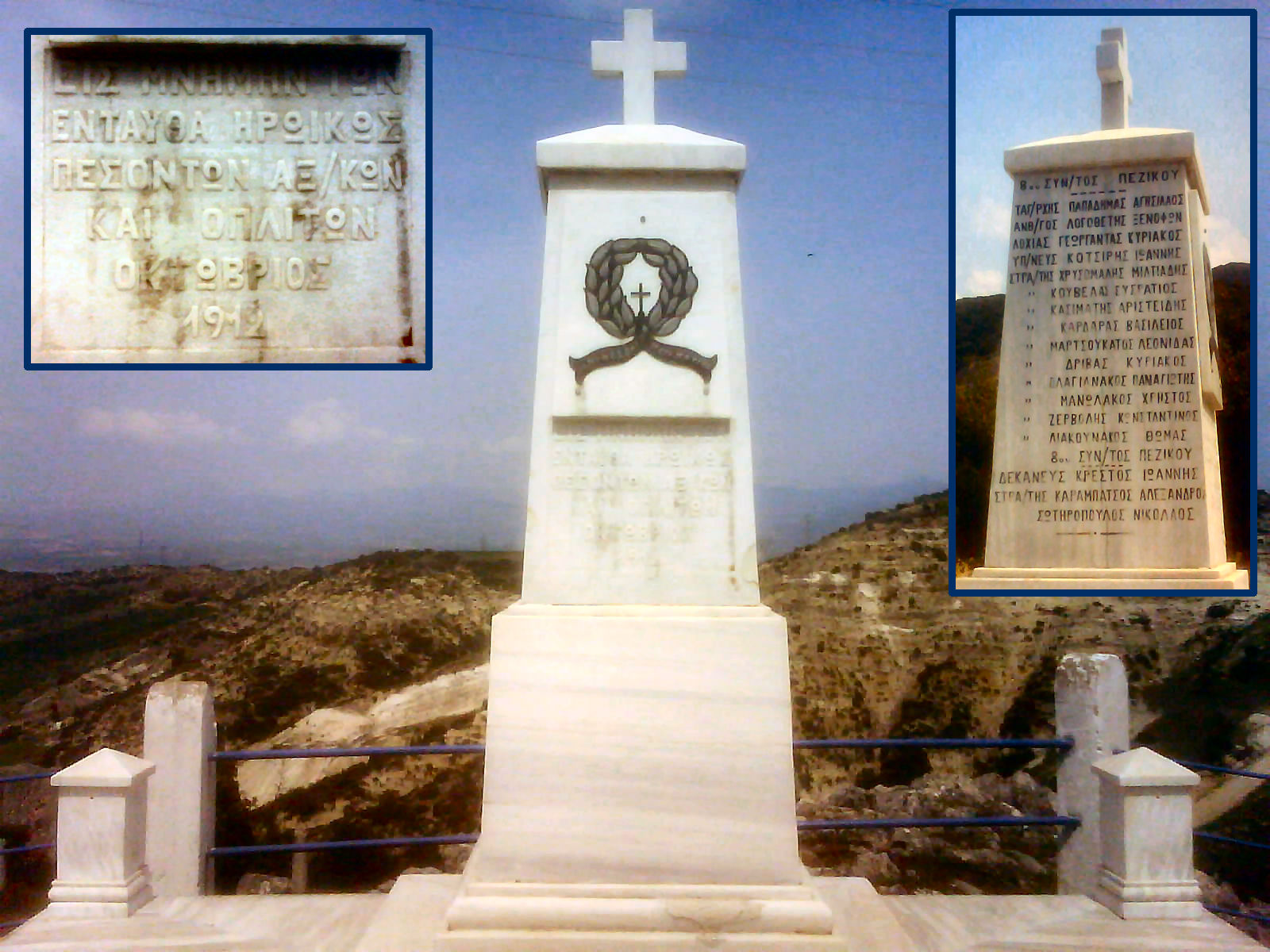
Emlékoszlop Görögországban, Nyugat-Makedóniában

1912. december 17-én Londonban nyílt meg a nagyköveti konferencia. A tárgyalásokon az európai nagyhatalmak (Nagy-Britannia, Németország, Oroszország, Osztrák–Magyar Monarchia és Olaszország) vettek részt. A közvetlenül érintett Albánia delegációját nem vonták be a rendezési folyamatba. A végül 1913. május 30-án aláírt egyezmény a következőkről rendelkezett:
- A független Albánia területéről Szerbia, Montenegró és Görögország kötelesek csapataikat kivonni
- A Szandzsákot Szerbia és Montenegró között felosztják;
- Trákiának a Kıyıköy–Enez vonaltól északra eső területei Bulgáriát illetik meg;
- Macedónia belső területeit Bulgária és Szerbia kapja, a partvidéki Thesszáliát pedig Görögországhoz csatolják.

## Következmények
A londoni egyezmény rendelkezéseivel elégedetlenek voltak az első Balkán-háborúból győztesen kikerült szövetségesek, a vitatott hovatartozású területek (különösen Macedónia) miatti konfliktus egymás ellen fordította őket. 1913. június 29-én a bolgárok megtámadták a macedóniai szerb és görög hadállásokat, ezzel kitört a második Balkán-háború.